# Wandelroute GR17

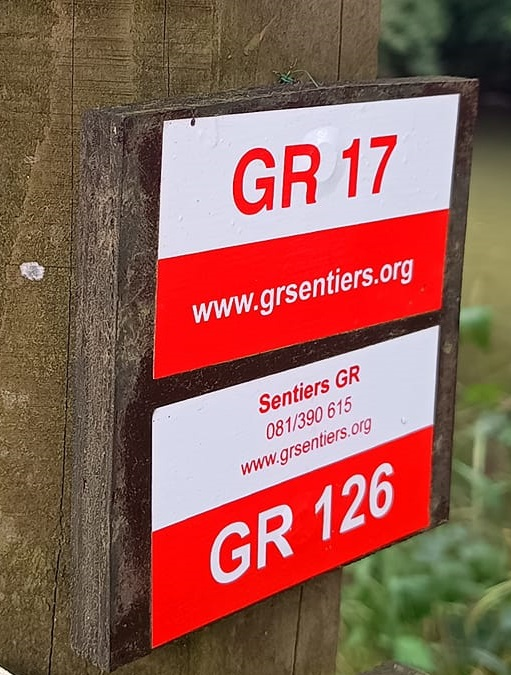
GR17

Wandelroute GR17 of La Lesse et Lomme par les GR is een GR-pad in België langs de Lesse en de Lomme.
De GR 17 verbindt deeltrajecten van bestaande GR-routes – GR126, GR129, GRP577 en GR151. De GR17 heeft ook tien lussen en omvat 361 kilometer paden.